# Государственные должности Российской Федерации
Госуда́рственные до́лжности Росси́йской Федера́ции — России — должности, устанавливаемые Конституцией Российской Федерации, федеральными законами для непосредственного исполнения полномочий федеральных государственных органов, и должности, устанавливаемые конституциями (уставами), законами субъектов России для непосредственного исполнения полномочий государственных органов субъектов Российской Федерации.

## Правовой статус
Правовой статус лиц, их (госдолжности) замещающих, регулируется Конституцией Российской Федерации, федеральными конституционными законами, федеральными законами. На таких лиц не распространяется законодательство о государственной службе РФ, им не присваиваются классные чины федеральной государственной гражданской службы (но присваиваются воинские и специальные звания, дипломатические ранги, классные чины правоохранительной службы).
Государственные должности Российской Федерации следует отличать от должностей государственной службы, а также от государственных должностей субъектов Российской Федерации. Последние устанавливаются конституциями (уставами), законами субъектов Российской Федерации для обеспечения исполнения полномочий государственных органов субъектов Российской Федерации.

## Перечень
Указом Президента Российской Федерации от 11 января 1995 года. № 32 «О государственных должностях Российской Федерации» установлен Сводный перечень государственных должностей Российской Федерации. На 30 января 2020 года этот перечень включает следующие должности:
- Президент Российской Федерации;
- председатель Правительства Российской Федерации;
- первый заместитель председателя Правительства Российской Федерации;
- заместитель председателя Правительства Российской Федерации — полномочный представитель президента Российской Федерации в федеральном округе;
- заместитель председателя Правительства Российской Федерации;
- заместитель председателя Правительства Российской Федерации — руководитель Аппарата Правительства Российской Федерации;
- министр Российской Федерации — полномочный представитель президента Российской Федерации в федеральном округе;
- министр Российской Федерации — руководитель Аппарата Правительства Российской Федерации
- федеральный министр;
- чрезвычайный и полномочный посол Российской Федерации (в иностранном государстве);
- постоянный представитель (представитель, постоянный наблюдатель) Российской Федерации при международной организации (в иностранном государстве);
- председатель Совета Федерации;
- первый заместитель, Заместитель Председателя Совета Федерации;
- член комитета (комиссии) Совета Федерации
- председатель Государственной Думы;
- первый заместитель, заместитель председателя Государственной Думы;
- руководитель фракции в Государственной Думе;
- председатель, заместитель председателя комитета (комиссии) Государственной Думы;
- член комитета (комиссии) Государственной Думы;
- председатель Конституционного Суда Российской Федерации;
- заместитель председателя Конституционного Суда Российской Федерации;
- судья Конституционного Суда Российской Федерации;
- председатель Верховного Суда Российской Федерации;
- первый заместитель, заместитель председателя Верховного Суда Российской Федерации;
- судья Верховного Суда Российской Федерации;
- генеральный прокурор Российской Федерации;
- председатель Следственного комитета Российской Федерации;
- секретарь Совета Безопасности Российской Федерации;
- заместитель председателя Совета Безопасности Российской Федерации;
- уполномоченный по правам человека в Российской Федерации;
- уполномоченный при президенте Российской Федерации по защите прав предпринимателей;
- руководитель высшего государственного органа исполнительной власти субъекта Российской Федерации;
- председатель Счётной палаты Российской Федерации;
- заместитель председателя Счётной палаты Российской Федерации;
- аудитор Счётной палаты Российской Федерации;
- председатель Центрального банка Российской Федерации;
- председатель Центральной избирательной комиссии Российской Федерации;
- заместитель председателя Центральной избирательной комиссии Российской Федерации;
- секретарь Центральной избирательной комиссии Российской Федерации;
- член Центральной избирательной комиссии Российской Федерации (замещающий должность на постоянной основе);
- председатель федерального суда;
- заместитель председателя федерального суда;
- судья федерального суда;
- генеральный директор Судебного департамента при Верховном Суде Российской Федерации;
- член Совета федеральной территории «Сириус»;
- председатель Совета федеральной территории «Сириус»;
- заместитель председателя Совета федеральной территории «Сириус»;
- глава администрации федеральной территории «Сириус»;
- Секретарь территориальной избирательной комиссии федеральной территории «Сириус» (замещающий должность на постоянной основе);
- Председатель Правления Общероссийского общественно-государственного движения детей и молодежи.